# Der nächste Herr, dieselbe Dame
Der nächste Herr, dieselbe Dame ist eine deutsche Filmkomödie aus dem Jahr 1967. Teilweise lief der Film auch unter dem Titel Die Damen bitten zu Bett. Regie führte Ákos von Ráthonyi. Die Hauptrollen waren mit Margrit Weiler, Ellen Umlauf und Alexander Allerson besetzt. Das Drehbuch verfassten C. V. Rock und Gini Rock. Die Kinoveröffentlichung in der Bundesrepublik Deutschland war am 12. Januar 1968.

## Handlung
Schon während ihres vierjährigen Gefängnisaufenthaltes reift in der früheren Bordellchefin Madame Feh der Plan, ein besonders exquisites Etablissement zu gründen, sobald sie wieder in Freiheit ist. Kaum ist es so weit, findet sie die Ärztin Dr. Sylvia Boysen, die wegen ihres Rauschgiftkonsums keine Skrupel kennt und die Feh bei ihrem Vorhaben unterstützt. Auch genügend attraktive Mädchen für ihr „Kurheim für Vital-Therapie“ zu bekommen, bereitet Madame keine Probleme. Bald kann sich das Etablissement vor der männlichen Kundschaft aus der besseren Gesellschaft kaum retten. Die Behandlung der Manager, Politiker usw. erfolgt nach allen Regeln der „Heilgymnastikkunst“.
Der Haken ist nur, dass das „Kurheim“ auf schwankendem Boden steht. Viele neiden Madame Feh den großen wirtschaftlichen Erfolg. Da gibt es zum Beispiel den durchtriebenen Dr. Glaser, der seine Hände in manch zwielichtigem Geschäft hat; oder die Stripperin Gloria, die mit illegal gemachten Fotos Leute erpresst. Auch Dr. Boysens Sucht lässt sich nicht ewig verheimlichen, und Madame Fehs dunkle Vergangenheit lastet schwer auf ihrem Geschäft. Kurz und gut: Am Ende bleibt der Unternehmerin nichts Anderes übrig, als ihr Etablissement mit einem weniger komfortablen Gebäude zu tauschen: einer Strafvollzugsanstalt.

## Kritik
„Zuchthäuslerin gründet mit einer rauschgiftsüchtigen Ärztin ein als Sanatorium getarntes Bordell für die bessere Kundschaft. «Deutsches Lustspiel»“

„Als «Lustspiel» gedachte ordinäre Klamotte mit eher angedeuteten als ausgespielten Sexszenen. Handwerklich durchaus routiniert, wird etwas Zeitkritik geübt, die jedoch hinter den eher verklemmten «Spekulationen» schnell zurücktritt.“

„Nicht besonders einfallsreicher Versuch, sich mit Bordell-Akrobatie an die sogenannte «nackte Welle» anzuhängen. Die Darstellungskunst wird bei dieser Hintertreppengeschichte durch ausgiebige Fleischbeschau ersetzt. Abzulehnen.“

## Quelle
- Programm zum Film: Illustrierte Film-Bühne, Vereinigte Verlagsgesellschaften Franke & Co. KG, München, Nr. 7774